# Dreissena
Genre
Dreissena est un genre de mollusques bivalves de la famille des Dreissenidae. Il contient plusieurs espèces, dont l'espèce invasive en Europe et en Amérique du Nord Dreissena polymorpha, la Moule zébrée.

## Liste d'espèces
- Selon ITIS (2 juillet 2018)[1] :
  - Dreissena bugensis Andrusov, 1897 ;
  - Dreissena polymorpha (Pallas, 1771), la Moule zébrée.
- Autres espèces :
  - Dreissena rostiformis
    - Dreissena rostriformis compressa
    - Dreissena rostriformis distincta
    - Dreissena rostriformis grimmi
    - Dreissena rostriformis pontocaspica

  - Dreissena stankovici
  - Dreissena caspia caspia
  - Dreissena elata elata

## Galerie

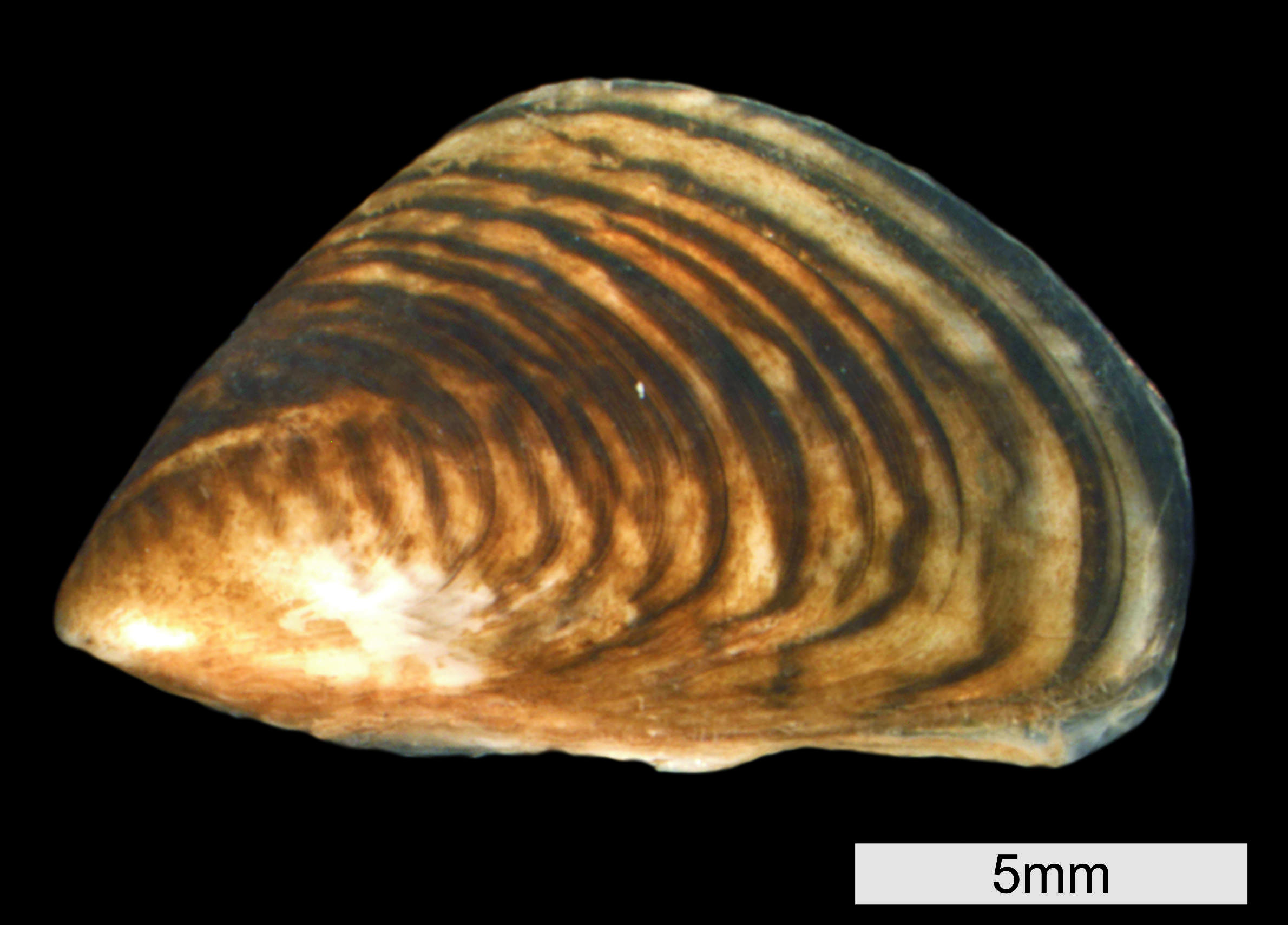
Dreissena bugensis
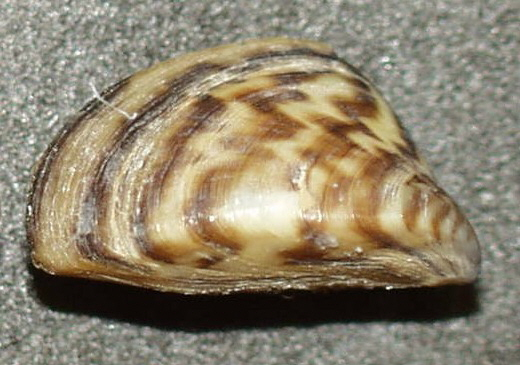
Dreissena polymorpha